# Spalangiidae
Die Spalangiidae bilden eine Hautflüglerfamilie innerhalb der Überfamilie der Erzwespen (Chalcidoidea).

## Taxonomie
Die Familie wurde im Jahr 1833 von dem irischen Entomologen Alexander Haliday als Spalangiae eingeführt. Die Typusgattung ist Spalangia Latreille, 1805. Später wurde das Taxon zu einer Unterfamilie der Pteromalidae herabgestuft. Burks et al. führten 2022 aufgrund molekularbiologischer und morphologischer Studien eine Aufspaltung und Umgliederung der Pteromalidae durch. Im Rahmen dieser Revision wurden die Spalangiinae ausgegliedert und erneut in den Rang einer Familie erhoben. Erotolepsiinae, eine weitere Unterfamilie der Pteromalidae, wurde im Rahmen dieser Revision in die neu geschaffene Familie Spalangiidae verschoben.

## Merkmale
Burks et al. (2022) beschreiben die Familie Spalangiidae anhand folgender morphologischer Eigenschaften: Die Fühler weisen gewöhnlich 8 Geißelglieder auf, wobei diese Zahl eine einsegmentige Keule (Clava) beinhaltet. Die Gattung Eunotopsia weicht hiervon ab: Ihre Fühler besitzen 11 Geißelglieder, wovon 3 Keulenglieder sind. Der Clypeus ist ohne eine quer gerichtete subapikale Furche. Das Labrum ist freigelegt, gut sklerotisiert, annähernd rechteckig oder halbkreisförmig mit einer Reihe Randborsten. Die Mandibeln weisen 2 oder 3 Zähne auf. Bei Eunotopsia sind diese ungeteilt. Die subforaminale Brücke ist mit postgenaler Brücke oder mit Postgena, getrennt durch die untere Tentoriumsbrücke. Das Mesoscutellum ist mit einem seitlich angedeuteten Frenum sowie ohne axillularer Furche. Der mesopleurale Bereich ist ohne ein erweitertes Acropleuron. Das Mesepimeron reicht über den Vorderrand des Metapleurons. Alle Beine weisen 5-gliedrige Tarsen auf. Der protibiale Sporn ist kräftig und gebogen. Der Basitarsalkamm ist längs gerichtet. Das Metasoma ist mit Syntergum und daher ohne Epipygium (Subgenitalplatte).

## Lebensweise
Die Spalangiidae sind bekannt als Parasitoide verschiedener Fliegenfamilien, darunter Muscidae, Calliphoridae, Sarcophagidae und Tephritidae. Die Spalangiidae sind solitäre Ektoparasitoide, die sich innerhalb des Pupariums ihrer Wirtspuppen entwickeln.

## Innere Systematik
Nach Burks et al. (2022) gliedert sich die Familie Spalangiidae wie folgt:
- Erotolepsiinae
  - Balrogia Hedqvist, 1977 – 1 Art (B. striata); Brasilien
  - Erotolepsia Howard, 1894 – 1 Art (E. compacta); Karibik
  - Eunotopsia Bouček, 1988 – 1 Art (E. nikitini); Australien
  - Papuopsia Bouček, 1988 – 2 Arten; Indien, Sri Lanka, Papua-Neuguinea
- Spalangiinae
  - Playaspalangia Yoshimoto, 1976 – 1 Art (P. rothi); Mexiko, Sri Lanka
  - Spalangia Latreille, 1805 – 64 Arten; weltweit